# Ärebolgetobelbach
Der Ärebolgetobelbach (oder auch Ehrenbolgentobelbach) ist ein etwas über 2 Kilometer langes Fliessgewässer und ein Zufluss des Baldeggersees im Kanton Luzern. Er entwässert einen Abschnitt des Seetals am Osthang des Erlosen, und er ist ein Bach im Einzugsgebiet des Rheins.
Die Uferzone am Baldeggersee mit der Mündung des Ärebolgetobelbachs liegt in der Landschaftsschutzzone «Baldeggersee» des Bundesinventars der Landschaften und Naturdenkmäler von nationaler Bedeutung (BLN).

## Geographie

### Verlauf
Der Ärebolgetobelbach entspringt auf der Geländestufe von Römerswil, die durch eiszeitliche Gletschermoränen gebildet wurde. Nördlich der Ortschaft Römerswil sind Abschnitte von zwei Quellbächen zu sehen, während verschiedene weitere Strecken des Bachlaufs eingedolt sind. In einem Einschnitt des Moränenwalls verlässt der Bach das Hochplateau und fliesst in ostnordöstlicher Richtung durch ein steiles bewaldetes Tobel zum Baldeggersee hinunter. Das 1,5 Kilometer lange Tal überwindet einen Höhenunterschied von mehr als 200 Metern. Nördlich des Tobels befinden sich die Höfe Oberehrenbolgen und Unterehrenbolgen. Der offiziell oft als «Ehrenbolgen» geschriebene Siedlungsname wird in der schweizerdeutschen Mundart als «Ärebolge» ausgesprochen. Davon hat der Bach seinen Namen erhalten, obwohl das kleine Tal auch «Eigetobel» genannt wird, was von den Siedlungen Ober-, Mittel-, Unter- und Hintereigen, die südlich davon liegen, kommt.
Nördlich von Nunwil mündet der Bach in den Baldeggersee. Am südöstlichen Ufer des Sees hat der Bach mit dem aus den Moränenhängen und dem Felsentobel ausgeräumten Schutt ein kleines Flussdelta aufgeschüttet. Um das vom Bach verfrachtete Schwemmholz am Austritt in den See, wo es die geschützten Schilffelder beschädigen könnte, zu hindern, hat der Kanton Luzern bei der Mündung einen Schwemmholzrechen eingebaut.
Der Abschnitt am Berghang südlich des Ärebolgetobelbachs wird vom Rächholderetobelbach und das Gebiet nördlich davon von mehreren kleinen Bächen und vom Retschwiler Mülibach zum Baldeggersee entwässert.

### Einzugsgebiet
Das 1,27 km² grosse Einzugsgebiet des Ärebolgetobelbachs liegt im Seetal und wird durch ihn über den  Aabach, die Aare und den Rhein zur Nordsee entwässert.
Es besteht zu 11,8 % aus bestockter Fläche, zu 74,8 % aus Landwirtschaftsfläche und zu 13,4 % aus Siedlungsfläche.
Die Flächenverteilung
Die mittlere Höhe des Einzugsgebiets beträgt 701,3 m ü. M. und der höchste Punkt des Einzugsgebiets liegt auf etwa 775 m ü. M. beim Hof Vorderludigen.